# Sumber Anyar (Nguling)
Sumber Anyar is een bestuurslaag in het regentschap Pasuruan van de provincie Oost-Java, Indonesië. Sumber Anyar telt 6513 inwoners (volkstelling 2010).